# 寒亭于氏宅院民居
寒亭于氏宅院民居，位于山东省潍坊市寒亭区，是中华人民共和国山东省文物保护单位之一。
2006年12月7日，授予山东省文物保护单位，是一座古建筑。